# サトウハチロー記念館
サトウハチロー記念館 （さとうはちろーきねんかん）は岩手県北上市にある記念館。詩人・作詞家・作家サトウハチローに関する資料の恒久的保存と公開を目的として開設された。開館は1996年（平成8年）。
サトウハチローが亡くなってから、当初東京都文京区弥生2-16に記念館があったが、未亡人(佐藤房江)が亡くなり、館長職を継ぐことになった次男の佐藤四郎が、資料の保存、散逸防止のための恒久的な倉庫を建設するため、弘前市 （祖父紅緑の出身地）、仙台市（祖母の出身地）、北上市（妻の出身地）などいくつか候補地を検討し、その結果、北上市への移転が実現した。

## 利用情報
- 開館時間
  - 4月 - 10月 - 10:00 - 17:00
  - 11月 - 10:00 - 15:00
- 休館日 - 月曜、12月20日 - 2月7日、さくらまつり期間中は無休

## 交通アクセス
- 北上駅からおに丸号　稲瀬線で、「展勝地」バス停下車、徒歩2分。
- 北上駅から徒歩30分

## 周辺情報
- 展勝地
  - みちのく民俗村
    - 北上市立博物館

  - 利根山光人記念美術館
- 珊瑚橋